# قشلة نابلس

جزء من سجن نابلس المركزي المهّدم

سجن نابلس المركزي أو قشلة نابلس بني عام 1876م، في عهد السلطان العثماني عبد العزيز خان. قام رئيس البنائين أنذاك أحمد الصروان صانع الخير ببناء سجن نابلس المركزي، والذي كان يقع في المنطقة الشرقية في نابلس.

## الهدم
أصدرت السلطة الوطنية الفلسطينية قرارا بهدم سجن نابلس، بسبب التدمير الذي تعرض له من قبل قصف الطائرات الإسرائيلية وتم إنشاء سجن جديد في المنطقة الغربية من المدينة بما يعرف بسجن الجنيد. 